# John Elliot (scénariste)
Pour les articles homonymes, voir John Elliot.
John Elliot est un producteur, scénariste et réalisateur britannique né le 4 juillet 1918 dans le Berkshire en Angleterre et décédé le 14 août 1997 dans le Gloucestershire.

## Filmographie

### Producteur
- 1953 : Kingdom in the North
- 1954-1955 : War in the Air (15 épisodes)
- 1956 : A Man from the Sun
- 1958 : The Golden Egg
- 1959 : Television Playwright (1 épisode)
- 1962 : The Andromeda Breakthrough (5 épisodes)
- 1962 : The Double Blind
- 1963 : BBC Sunday-Night Play (24 épisodes)
- 1963 : Festival (1 épisode)
- 1963-1964 : First Night (24 épisodes)
- 1965 : The Troubleshooters
- 1967 : Rainbow City (3 épisodes)
- 1977 : According to Hoyle

### Réalisateur
- 1956 : A Man from the Sun
- 1957 : The Bloodless Arena
- 1962 : The Andromeda Breakthrough (4 épisodes)
- 1962 : Maigret (1 épisode)
- 1967 : Rainbow City (3 épisodes)
- 1975 : Country Tales (1 épisode)
- 1977 : According to Hoyle
- 1977 : The World About Us (1 épisode)
- 1977 : Sea Tales: The Return (1 épisode)
- 1979 : Turning Year Tales (1 épisode)
- 1987 : Flying for Fun: An Affair with an Aeroplane

### Scénariste
- 1953 : Kingdom in the North
- 1954-1955 : War in the Air (15 épisodes)
- 1956 : A Man from the Sun
- 1957 : The Bloodless Arena
- 1958 : The Golden Egg
- 1959 : Television Playwright (1 épisode)
- 1959 : Never Die
- 1960 : The Boy Who Carried a Torch
- 1960 : Who Pays the Piper?
- 1961 : BBC Sunday-Night Play (1 épisode)
- 1961 : They Met in a City (1 épisode)
- 1961 : A for Andromeda (7 épisodes)
- 1962 : The Andromeda Breakthrough (6 épisodes)
- 1962 : Off Centre
- 1962 : Maigret (1 épisode)
- 1963-1964 : First Night (2 épisodes)
- 1964 : Love Story (1 épisode)
- 1965 : Z-Cars (1 épisode)
- 1965-1972 : The Troubleshooters (136 épisodes)
- 1966-1971 : BBC Play of the Month (2 épisodes)
- 1967 : Rainbow City (6 épisodes)
- 1970 : A Stranger on the Hills (3 épisodes)
- 1971 : Softly Softly: Task Force (1 épisode)
- 1971 : Brett (1 épisode)
- 1972 : A come Andromeda (5 épisodes)
- 1972 : The Shadow of the Tower (1 épisode)
- 1972 : Shelley
- 1972-1977 : The World About Us (2 épisode)
- 1972-1979 : Play for Today (3 épisodes)
- 1973 : ITV Playhouse (1 épisode)
- 1973 : The Fox
- 1974 : La Chute des aigles (13 épisodes)
- 1974 : The Double Dealers (4 épisodes)
- 1975 : Country Tales (1 épisode)
- 1975 : Leap in the Dark (1 épisode)
- 1976 : The Madness
- 1976 : Centre Play (1 épisode)
- 1977 : According to Hoyle
- 1977 : Sea Tales: The Return (1 épisode)
- 1978 : Life at Stake (1 épisode)
- 1979 : Turning Year Tales (1 épisode)
- 1980 : Spy! (2 épisodes)
- 1980 : Escape (1 épisode)
- 1982 : The Brack Report (3 épisodes)
- 1986 : Natural World (1 épisode)
- 1987 : Flying for Fun: An Affair with an Aeroplane
- 1993 : A Chance to Dance
- 2006 : A for Andromeda